# Liste der Teilnehmer am Gestaltungswettbewerb Kieler Woche
Die Kieler Woche ist eine jährlich stattfindende Segelregatta. Aus einer Regatta 1882 mit zwanzig Teilnehmern entwickelte sich über die Jahre eines der größten Segelsportereignisse der Welt. Der Gestaltungswettbewerb um das Kieler-Woche-Design – bis Mitte der 1970er Jahre ging es ausschließlich um ein Kieler-Woche-Plakat – genießt ein hohes Ansehen. Schon die Einladung gilt als Auszeichnung.

## 1948 bis 1959
Das Plakat für die Jahre 1948 und 1949 gestaltete Niels Brodersen, der als Mitarbeiter des Kieler Stadtplanungsamts ohnehin für die Stadt arbeitete.
1948 Niels Brodersen.
1949 Niels Brodersen.
1950 Wettbewerbssieger: Arthur Langlet. Teilnehmer: Öffentlicher Wettbewerb.
1951 Wettbewerbssieger: Frahm-Jansen. Teilnehmer: Eine Klasse der Muthesius Kunsthochschule.
1952 Wettbewerbssieger: G. W. Hörnig. Teilnehmer: Öffentlicher Wettbewerb.
1953 Wettbewerbssieger: Ernst Irmler. Teilnehmer: Öffentlicher Wettbewerb.
1954 Wettbewerbssieger: Achim Bargatzki. Teilnehmer: Öffentlicher Wettbewerb.
1955 Wettbewerbssieger: Bernhard Borgwardt. Teilnehmer: Öffentlicher Wettbewerb.
1956 Wettbewerbssieger: Verena Mauch. Teilnehmer: Öffentlicher Wettbewerb.
1957 Wettbewerbssieger: Gerd Brunck. Teilnehmer: Zehn eingeladene Klassen deutscher Kunsthochschulen.
1958 Wettbewerbssieger: Barbara Mediger. Teilnehmer: Zehn eingeladene Klassen deutscher Kunsthochschulen.
1958 wird das Verfahren des Wettbewerbs auf Einladung eingeführt.
1959 Wettbewerbssieger: Hermann Eidenbenz. Teilnehmer: Horst Balzer, Sigrid und Hans Lämmle, Kjeld Nielsen, Erwin Poell, Dorothea und Gyorgy Stefula.

## 1960 bis 1969
1960 Wettbewerbssieger: Walter Breker. Teilnehmer: Hermann Bentele, Bernhardt Borgwardt, Dietmar Kowall, Manfred Kruska, Hans Looser, Helmut Lortz.
1961 Wettbewerbssieger: Celestino Piatti. Teilnehmer: Gerta Haller, Hanns Lohrer, Felix Müller, Heinz Rahn, Wolf D. Zimmermann.
1962 Wettbewerbssieger: Anton Stankowski. Teilnehmer: Walter Breker, Sigrid und Hans Lämmle, Rolf Lederbogen, Hermann Rastorfer, Christa Reinhardt.
1963 Wettbewerbssieger: Hans Michel. Teilnehmer: Hans Hillmann, Herbert W. Kapitzki, Hans Looser, Hans Schweiss, Wolf D. Zimmermann.
1964 Wettbewerbssieger: Hans Hillmann. Teilnehmer: Karl Oskar Blase, Karl Erwin Fuchs, Pierre Mendell, Walter Sexauer, Klaus Winter.
1965 Wettbewerbssieger: Michael Engelmann. Teilnehmer: Günther Glückert, Peter Johann Missfeld, Gunter Rambow, Hermann Rastorfer, Wolfgang Schmidt.
1966 Wettbewerbssieger: Horst Meschke. Teilnehmer: Monika und Norbert Baum, Sigrid von Baumgarten, Paul König, Helmut Lortz, Walter Tafelmaier, Hugo Wetli.
1967 Wettbewerbssieger: F. G. Boes. Teilnehmer: Roman Cieslewiez, Günther Kieser, Jan Lenica, Herbert Leupin, Heinz Schillinger.
1968 Wettbewerbssieger: Dieter Freiherr von Andrian. Teilnehmer: Albrecht Ade, Isolde Monson-Baumgart, Graphic Team Köln, Józef Mroszczak, Josef Müller-Brockmann.
1969 Wettbewerbssieger: Isolde Monson-Baumgart.

## 1970 bis 1979
1970 Wettbewerbssieger: Waldemar Swierzy. Teilnehmer: Joseph Fleisar, Holger Franke, Olaf Leu, Hans Jürgen Spohn.
1971 Wettbewerbssieger: Bruno K. Wiese. Teilnehmer: Jörg Drühl, Frieder Grindler, Gerhard Lienemeyer, Holger Matthies, Klaus Winterhager.
1972 Wettbewerbssieger: Rolf Müller. Teilnehmer: Paul Froitzheim, Hans-Peter Hoch, Armin Hofmann, Walter Landmann, Peter Wehr.
1973 Wettbewerbssieger: Hans-Peter Hoch. Teilnehmer: Peter Andermatt, Jörg Hamburger, Jan Mlodozeniec, Marlies Rosa, Harald Schlüter.
1974 Wettbewerbssieger: Walter-Andres Jahnke. Teilnehmer: Reinhard Braun, Tonci Pelikan, Ruedi Rüegg, Claus Warwas.
1975 Wettbewerbssieger: Otto Treumann. Teilnehmer: Peter Diehl, Jerzy Flisak, Günther Mürr, Igildo Biesele.
1976 Wettbewerbssieger: Hans Frötsch. Teilnehmer: Monika und Norbert Baum, Wolfgang Heuwinkel, Hans Hillmann, Heinz Kröhl, Peter Nagel.
1977 Wettbewerbssieger: Hans Schweiss. Teilnehmer: Wim Crouwel, Hanswerner Klein, Hans-Jürgen Rau.
1978 Wettbewerbssieger: Georges Lacroix. Teilnehmer: Walter Breker, Jan Buchholz, Graphic Team Köln, Ingrid Thern-Steinhaus, Jukka Veistola.
1979 Wettbewerbssieger: Bruno Oldani. Teilnehmer: Willy Fleckhaus, Mendell und Oberer, Eberhard Oertel, Manciej Urbaniec.

## 1980 bis 1989
1980 Wettbewerbssieger: Jean Widmer. Teilnehmer: Agentur Adicico, David Gentleman, Helfried Hagenberg, Walter Tafelmaier.
1981 Wettbewerbssieger: Bernd Brocke. Teilnehmer: Walter Ballmer, Richard Echevsley, Iris vom Hof, Volker Noth, Tony O’Hanlon.
1982 Wettbewerbssieger: Bruno K. Wiese. Teilnehmer: Hans Förtsch, Hans-Peter Hoch, Muthesius Kunsthochschule, Bruno Oldani.
1983 Wettbewerbssieger: Lori und Ernst Jünger. Teilnehmer: Thomas Hoch, Almir Mavignier, Helmut Schmidt Rhen, Finn Sködt, Jacques-Michel Verger.
1984 Wettbewerbssieger: Ernst Hiestand. Teilnehmer: Holger Börnsen, Herbert W. Kapitzki, Rudolf Schmidt, Andre Toet.
1985 Wettbewerbssieger: Doris Casse-Schlüter. Teilnehmer: Franco Bassi, Wolfgang Heuwinkel, Uwe Loesch, Uli Schierle, Peter Steiner.
1986 Wettbewerbssieger: Ruedi Baur. Teilnehmer: Henning Damgaard-Sörensen, Lüder Engelbrecht, Hanswerner Klein, Pierre Mendell, Erwin Poell.
1987 Wettbewerbssieger: Rudi Meyer. Teilnehmer: Karl Duschek, Fritz Gottschalk, Thomas Hoffmann, Almir Mavignier, Hans Schweiss.
1988 Wettbewerbssieger: Ahmad Moualla. Teilnehmer: Bernd Bexte, Karl Oskar Blase, Stefan Brose, Nicolaus Ott und Bernard Stein, Silver Vahtre.
1989 Wettbewerbssieger: Nicolas Girard und Agnes Colombier. Teilnehmer: Fritz Dommel, Friedrich Friedl, Ursula Hiestand, Gunter Rambow, Ingo Wulff.

## 1990 bis 1999
1990 Wettbewerbssieger: Rosmarie Tissi. Teilnehmer: Olle Ecksell, Holger Franke, Anne Hoffmann, Heinz Kröhl, Holger Matthies, Andreas Titze.
1991 Wettbewerbssieger: Ben Bos. Teilnehmer: Uwe Loesch, Maurizio Milani, Monika Schnell, Klaus Winterhager.
1992 Wettbewerbssieger: Hans Günter Schmitz. Teilnehmer: Marina Lörwald, Erkki Ruuhinnen, Graphic Team Köln, Fritz Haase, Hanspeter Kersten.
1993 Wettbewerbssieger: Christof Gassner. Teilnehmer: Philippe Apeloig, Barbara und Gert Baumann, Rolf Harder, Bernd Keller, Jürgen Wilke.
1994 Wettbewerbssieger: Siegfried Odermatt. Teilnehmer: Heinz Bähr, Helfried Hagenberg, Muriel Paris.
1995 Wettbewerbssieger: Barbara und Gert Baumann. Teilnehmer: Alan Fletcher, Annette Kölbel, Claude Kuhn-Klein, Helmut Langer, Uwe Lorer.
1996 Wettbewerbssieger: Takaaki Bando. Teilnehmer: Per Arnoldi, Günther Kieser, Michael Krupp, Hubert Riedel.
1997 Wettbewerbssieger: Pippo Lionni. Teilnehmer: Hans-Georg Pospischil, Niklaus Troxler, Nils Jedding, Alfred Kern.
1998 Wettbewerbssieger: Wim Crouwel. Teilnehmer: Walter Bohatsch, Erhard Grüttner, Alfons Holtgreve, Angela Kühn.
1999 Wettbewerbssieger: Werner Jeker. Teilnehmer: Nicolaus Ott und Bernard Stein, Marcus Regensburger und Torsten Suter, Ralph Schraivogel, Dieter Urban.

## 2000 bis 2009
2000 Wettbewerbssieger: Anja Kühn. Teilnehmer: Eckhard Jung und Florian Pfeffer, Helmut Keppler, Armand Mewis und Linda van Deursen, George Tscherny.
2001 Wettbewerbssieger: Uli Braun. Teilnehmer: Hans Bockting, Heike Grebbin, Sandra Hoffmann, Hans Dieter Reichert.
2002 Wettbewerbssieger: Fons Hickmann. Teilnehmer: Antonino Benincasa, Gerd Dumbar, Gerd Fleischmann, Erik Spiekermann.
2003 Wettbewerbssieger: Clemens Theobert Schedler. Teilnehmer: Hartmut Brückner, Ine Ilg, Gertrud Nolte, Helmut Schmid.
2004 Wettbewerbssieger: Bernd Kuchenbeiser. Teilnehmer: Heribert Birnbach, Albrecht Hotz, Alexander Jordan, Anette Lenz.
2005 Wettbewerbssieger: Cyan (Detlef Fiedler und Daniela Haufe). Teilnehmer: Lex Drewinski, Klaus Hesse, Daniela Rossi, Elena und Walter Schwaiger.
2006 Wettbewerbssieger: Klaus Hesse. Teilnehmer: Detlef Behr, Reinhard Gassner, Thomas Serres, Anne-Ulrike Thursch, Jörg Zintzmeyer.
2007 Wettbewerbssieger: Markus Dreßen. Teilnehmer: Muthesius Kunsthochschule, Gerwin Schmidt, Leonardo Sonnoli, Andreas Uebele.
2008 Wettbewerbssieger: Peter Zizka. Teilnehmer: André Baldinger, Günter Karl Bose, Petra Knyrim, Thomas Rempen.
2009 Wettbewerbssieger: Henning Wagenbreth. Teilnehmer: Jürgen Späth, Andrea Tinnes, Patrick Thomas, Martin Woodtli.

## 2010 bis 2019
2010 Wettbewerbssieger: 2xGoldstein (Andrew und Jeffrey Goldstein). Teilnehmer: Reza Abedini, Tony Brook, Kurt Weidemann, Ute Zscharnt und Ralf Klöden.
2011 Wettbewerbssieger: Melchior Imboden. Teilnehmer: Philipp Hubert und Sebastian Fischer, Eike König, Victor Malsy und Philipp Teufel, David Tartakover.
2012 Wettbewerbssieger: Ariane Spanier. Teilnehmer: Karl Piippo, onlab (Nicolas Bourquin und Thibaud Tissot), Ostengruppe (eine Gruppe Moskauer Grafiker), Muthesius Kunsthochschule.
2013 Wettbewerbssieger: Jens Müller und Karen Weiland. Teilnehmer: Helmut Brade, Thomas Mayfried, Clotilde Olyff, István Orosz.
2014 Wettbewerbssieger: Thomas und Martin Poschauko. Teilnehmer: Christopher Jung und Tobias Wenig, Christoph Niemann, Harmen Liemburg, Annik Troxler.
2015 Wettbewerbssieger: Zwölf. Teilnehmer: Lola Duval, Fliegende Teilchen, Lamm & Kirch,
2016 Wettbewerbssieger: Stan Hema. Teilnehmer: Christian Lange, Sebastian Kubica, Katja Gretzinger, Triboro (David Heasty und Stefanie Weigler).
2017 Wettbewerbssieger: Götz Gramlich. Teilnehmer: Majid Abbasi, Muthesius Kunsthochschule, Giorgio Pesce, Anna Lena von Helldorff.
2018 Wettbewerbssieger: Verena Panholzer. Teilnehmer: Friedrich Forssman und Cornelia Feyll, Markus Weisbeck, Volker Pfüller, Peter Bankov.
2019 Wettbewerbssieger: Daniel Wiesmann. Teilnehmer: dear robinson (Jenny Brouard), Hansje van Halem, Ingo Offermanns, Monika Starowicz.

## Ab 2020
2020 Wettbewerbssieger: Jiri Oplatek. Teilnehmer: Anna Berkenbusch, Anna Haas, Slawek Michalt, Rimini Berlin.
2021 In der Corona-Pandemie fand kein Gestaltungswettbewerb statt. Der Designer Jiri Oplatek entwickelte aus seinem Entwurf für 2020 eine Variation für 2021.
2022 Wettbewerbssieger: Tania Prill. Teilnehmer: Julia Hasting, Christof Nardin, studio stg (Philipp Graf, Janine Graf ), Studio YUKIKO (Michelle Phillips, Johannes Conrad).
2023 Wettbewerbssieger: Dirk Laucke und Johanna Siebein. Teilnehmer: Erich Brechbühl, Sandra Doeller, Muthesius Kunsthochschule (Svea Schröder, Merle König, Angelina Simon und Jonas Osterbrink), Yannick Nuss, Martyna Wędzicka-Obuchowicz.
2024 Wettbewerbssieger: Jianping He. Teilnehmer: Anja Lutz, ps.2 arquietetura + design (Flávia Nalon und Fábio Prata), Stahl R (Susanne Stahl und Tobias Röttger), Muthesius Kunsthochschule, Studio Tillack Knöll (Sven Tillack und Steffen Knöll).
2025 Wettbewerbssieger: Cihan Tamti. Teilnehmer: Studio S/M/L (Margaret Warzecha und Sven Michel), Rikke Hansen, Klaus Welp, Groenlandbasel (Dorothea Weishaupt, Sinja Steinhauser und Sophia Schindler), Muthesius Kunsthochschule (Kaja Wilhelm, Laura Dachwitz und Sarah Strobel).